# Are We There
Are We There je čtvrté studiové album americké zpěvačky Sharon Van Etten. Vydáno bylo v květnu roku 2014 společností Jagjaguwar a spolu se zpěvačkou jej produkoval Stewart Lerman. Název by pravopisně správně měl být s otazníkem na konci. Jeho neuvedení však bylo zpěvaččiným záměrem. Umístilo se na 25. příčce hitparády Billboard 200, ještě lépe se mu vedlo v žánrových hitparádách časopisu Billboard – mezi rockovými deskami se umístilo na sedmé příčce a mezi alternativními až na šesté.

## Seznam skladeb
1. Afraid of Nothing – 4:05
2. Taking Chances – 3:50
3. Your Love Is Killing Me – 6:18
4. Our Love – 3:53
5. Tarifa – 4:51
6. I Love You But I’m Lost – 4:19
7. You Know Me Well – 4:32
8. Break Me – 4:01
9. Nothing Will Change – 3:16
10. I Know – 3:36
11. Every Time the Sun Comes Up – 4:23

## Obsazení
- Sharon Van Etten – zpěv, kytara, klavír, varhany, Omnichord, bicí, baskytara, tleskání
- David Hartley – baskytara, kytara, syntezátorová baskytara, barytonová kytara, doprovodné vokály, tleskání
- Zeke Hutchins – bicí, perkuse, doprovodné vokály, tleskání
- Heather Woods Broderick – doprovodné vokály, smyčce, Wurlitzer
- Jonathan Meiburg – kytara, varhany, Wurlitzer
- Mickey Free – beaty
- Doug Keith – kytara
- Jacob C. Morris – Wulitzer, varhany, klavír
- Adam Granduciel – kytara, Wurlitzer
- Stewart Lerman – klavír, varhany
- Mackenzie Scott – doprovodné vokály
- Mary Lattimore – harfa
- Stuart Bogie – dřevěné nástroje
- Marisa Anderson – kytara
- Peter Broderick – smyčce
- Jana Hunter – doprovodné vokály
- Little Isidore – doprovodné vokály